# Miss Turkey

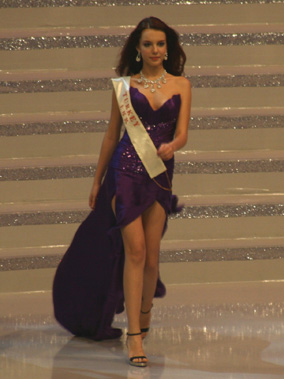
Selen Soyder, Miss Turkey 2007

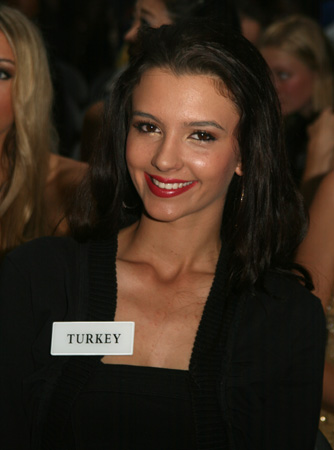
Leyla Lydia Tuğutlu, Miss Turkey 2008

Miss Turkey ist ein nationaler Schönheitswettbewerb für unverheiratete Frauen in der Türkei. Er wurde 1929 ins Leben gerufen, um Teilnehmerinnen für die internationalen Wettbewerbe Miss Europe und Miss Universe zu ermitteln. Den englischen Namen trägt er auch im Inland (analog zu Miss Germany und Miss Austria).
Bereits die vierte Gewinnerin, Keriman Halis, wurde 1932 zur Miss Universe gekrönt.
Über viele Jahrzehnte sind die Informationen nur sehr spärlich. Erst 1980 wurde der Wettbewerb straff organisiert, die Miss Turkey Organisation gegründet und der Name Miss Turkey Pageant unter Nr. 174931 beim Türkischen Patentamt eingetragen.
Von 1980 bis 1990 wurde der Wettbewerb zusammen mit überregionalen Tageszeitungen wie Güneş, Sabah, Tercüman und Bulvar organisiert; seit 1990 beteiligen sich die nationalen Fernsehkanäle Magic Box, Show TV, Kanal D und STAR TV.
Die Miss Turkey Organisation gehört dem Unternehmen Hebak Koll Sti. Dessen Muttergesellschaft Hebak besitzt seit 1980 die internationalen Lizenzen für die Teilnahme an Miss World, Miss Universe, Miss Europe und Miss International.
In dieser Reihenfolge werden zumeist auch die vier Erstplatzierten des Finales zu den internationalen Wettbewerben delegiert (d. h. die Siegerin zur Miss World, die Zweite zur Miss Universe usw.).

## Die Siegerinnen
| Jahr      | Miss Turkey                    |
| --------- | ------------------------------ |
| 1925      | Araksi Çetinyan                |
| 1929      | Feriha Tevfik                  |
| 1930      | Mübeccel Namık                 |
| 1931      | Naşide Saffet                  |
| 1932      | Keriman Halis                  |
| 1933      | Nazire Hanım                   |
| 1934/1935 | nicht bekannt / nicht vergeben |
| 1937–1950 | nicht bekannt / nicht vergeben |
| 1953      | Ayten Akyol                    |
| 1954      | Sibel Göksel                   |
| 1955–1959 | nicht bekannt / nicht vergeben |
| 1960      | Nebahat Çehre                  |
| 1961      | Güler Samuray                  |
| 1962      | nicht bekannt / nicht vergeben |
| 1963      | Gülseren Esen Kocaman          |
| 1964      | Ayten Örnek Nurlan Coşkun San  |
| 1965      | Zerrin Arbaş                   |
| 1966      | İnci Asena                     |
| 1967      | Yelda Gürani Saner             |
| 1968      | Mine Vargı                     |
| 1969      | nicht bekannt / nicht vergeben |
| 1970      | Asuman Tuğberk Yolaç           |
| 1971      | Filiz Vural                    |
| 1972      | Feyzal Kibarer                 |
| 1973      | Hale Soygazi                   |
| 1974      | nicht bekannt                  |
| 1975      | Harika Değirmenci              |
| 1976      | Jale Bayhan                    |
| 1977      | Kamer Bulutöte                 |
| 1978      | Sevil Özgültekin               |
| 1979      | Şebnem Ünal                    |
| 1980      | Fahriye Funda Ayloğlu          |
| 1981      | Aydan Şener                    |
| 1982      | Ayşe Belgin Güven              |
| 1983      | Ebru Özmeriç                   |
| 1984      | Harika Vural                   |
| 1985      | Filiz Hülya Küçükbayraktar     |
| 1986      | Meltem Doğanay                 |
| 1987      | Şebnem Dinçgör                 |
| 1988      | Meltem Hakarar                 |
| 1989      | Burcu Burkut                   |
| 1990      | Gülay Pınarbaşı                |
| 1991      | Pinar Özdemir                  |
| 1992      | Özlem Kaymaz                   |
| 1993      | Arzum Onan                     |
| 1994      | Pınar Altuğ                    |
| 1995      | Demet Şener                    |
| 1996      | Pinar Tezcan                   |
| 1997      | Çağla Şıkel, Gülsevim Bozar    |
| 1998      | Buket Saygi                    |
| 1999      | Ayşe Hatun Önal                |
| 2000      | Yüksel Ak                      |
| 2001      | Tuğçe Kazaz                    |
| 2002      | Azra Akın                      |
| 2003      | Tuğba Karaca                   |
| 2004      | Nur Gümüşdoğrayan              |
| 2005      | Hande Subaşı                   |
| 2006      | Merve Büyüksaraç               |
| 2007      | Selen Soyder                   |
| 2008      | Leyla Lydia Tuğutlu            |
| 2009      | Ebru Şam                       |
| 2010      | Gizem Memic                    |
| 2011      | Melisa Aslı Pamuk              |
| 2012      | Açalya Samyeli Danoğlu         |
| 2013      | Ruveyda Öksüz                  |
| 2014      | Amine Gülşe                    |
| 2015      | Ecem Çırpan                    |
| 2016      | Buse İskenderoğlu              |
| 2017      | Itir Esen (Titelaberkennung)   |
| 2017      | Aslı Sümen (Nachfolgerin)      |
| 2018      | Şevval Şahin                   |
| 2019      | Simay Rasimoğlu                |
| 2020      | nicht bekannt / nicht vergeben |
| 2021      | Dilara Korkmaz                 |
| 2022      | Nursena Say                    |
| 2023      | nicht bekannt / nicht vergeben |
| 2024      | İdil Bilgen                    |